# Lionel Beffre
Lionel Beffre (ur. 20 stycznia 1964 roku w Decazeville) – polityk francuski.
Od 21 sierpnia 2013 roku pełni urząd Wysokiego Komisarza Republiki (reprezentanta prezydenta Francji) we wspólnocie zamorskiej: Polinezja Francuska.